# Kanton Valenciennes
Kanton Valenciennes is een kanton van het arrondissement Valenciennes in het Franse Noorderdepartement. Het kanton is op 22 maart 2015 gevormd uit gemeenten van de verschillende kantons van Valenciennes die toen werden opgeheven. Van de kantons Valenciennes-Est, -Nord en -Sud werden de delen van de gemeente opgenomen in het nieuwe kanton. Van het aangrenzende kanton Anzin werd Saint-Saulve overgeheveld.

## Gemeenten
Het kanton omvat de volgende gemeenten:
- Saint-Saulve
- Valenciennes (hoofdplaats)